# 7408 Yoshihide
7408 Yoshihide (tên chỉ định: 1989 SB) là một tiểu hành tinh vành đai chính. Nó được phát hiện bởi Yoshikane Mizuno và Toshimasa Furuta ở Kani, Gifu Prefecture, Nhật Bản, ngày 23 tháng 9 năm 1989. Nó được đặt theo tên Yoshihide Hayashi, nhà thiên văn học nghiệp dư Nhật Bản.